# Associação Esportiva Realidade Jovem
Associação Esportiva Realidade Jovem é uma agremiação esportiva de futebol feminino da cidade de São José do Rio Preto, no estado de São Paulo, fundada em 1996. Atualmente, a equipe disputa a Séria A1 do Campeonato Paulista.

## História
Fundado em 1996, foi parceiro do Rio Preto Esporte Clube tendo conquistado o Campeonato Brasileiro de 2015 e os Campeonato Paulista de 2016 e 2017.

Teve parceria com a Ponte Preta em 2019, e partir de 2020 passou a jogar sobre nome próprio.